# IC 4546
IC 4546 — галактика типу SBc () у сузір'ї Північна Корона.
Цей об'єкт міститься в оригінальній редакції індексного каталогу.